# Werner Schramm
Pour les articles homonymes, voir Schramm.
Werner Schramm (né le 21 septembre 1898 à Duisbourg, mort le 24 juillet 1970 à Düsseldorf) est un peintre allemand.

## Biographie
Werner Schramm est né en 1898 à Duisbourg dans une famille de commerçants. Après ses études classiques il entra à l'École des Arts Décoratifs de Düsseldorf. La Première Guerre mondiale l’obligea à interrompre ses études. Il fut mobilisé comme infirmier dans les derniers mois de la guerre. Il reprit ses études en 1919 à Munich où il fut influencé par l'expressionnisme allemand et par les premières manifestations de l'art abstrait, pas pour longtemps cependant, car il se tourna alors vers le mouvement de la « Nouvelle réalité ».
La découverte de l'autel d'Isenheim de Matthias Grünewald, exposé occasionnellement à cette époque à la Pinacothèque de Munich, fut pour lui un véritable événement. De là datent ses premiers essais dans la technique de la peinture du Moyen Âge. Cette technique consiste en un enduit de craie ou de plâtre avec un solide dessin et un apprêt de peinture faite d’un mélange d’huile, de jaune d'œuf et de couleur à la détrempe.
En 1920 il devint décorateur du Théâtre de Düsseldorf», le théâtre le plus important de l'Allemagne à l’époque. Il étendit ce travail à plusieurs scènes de Rhénanie. Après son mariage en 1925 avec l’artiste peintre Liselotte Heckmann, il  séjourna avec elle à Fiesole en Italie. En 1926 le jeune couple s'installa à Bellevue-Meudon pour y vivre jusqu'en 1931, effectuant de nombreux voyages à travers la France et, en 1929, en Espagne. En 1931 ils retournèrent vivre à Düsseldorf.
C'est comme infirmier que Werner Schramm prit part, pendant quelques mois, à la Deuxième Guerre mondiale. De Waldeck, où il avait mis sa famille à l'abri des bombardements, il alla s'établir par deux fois à Vienne. Il effectua au musée plusieurs copies de vieux maîtres à la détrempe.
Dès qu'il en eut la possibilité, le peintre entreprit des voyages en Allemagne du Sud, en Hollande, en Belgique et en France où il entra, pour la première fois, en contact avec le groupe des Peintres de la Réalité.
Jusqu’à sa mort en 1970, il se consacra principalement à des portraits d’homme, des paysages et des natures mortes.

## Publication
- Werner Schramm, Liselotte Schramm-Heckmann, Otto Brües, Werner Schramm und Liselotte Schramm-Heckmann. Ratingen 1965, ASIN: B0000BNIBW
- Werner Schramm, Liselotte Schramm-Heckmann, Otto Brües, Werner Schramm und Liselotte Schramm-Heckmann (2e édition). Ratingen 1976
- Liselotte Schramm-Heckmann, Werner Schramm, Liselotte Heckmann — Bühnenbilder und Figurinen 1920-1925. 1991,  (ISBN 978-3929945041)
- Liselotte Schramm-Heckmann, Jugenderinnerungen in Bernd Braumüller: Draeger — Valette, Zwei Berliner Familien und Ihre Nachkommen. Rotenburg 2000